# Националсоциализъм
 Тази статия е за идеологията на историческия националсоциализъм.  За историята на Германия в периода от 1933 до 1945 г. вижте Германска империя (1933-1945).  За историята на Австрия вижте История на Австрия.
Националсоциализмът (на немски: Nationalsozialismus), също наричан и нацизъм, е тоталитарна идеология, която се оформя в Германия през 1920-те и 1930-те години. След идването си на власт през 1933 година Националсоциалистическата германска работническа партия изгражда политически режим, който също се нарича националсоциализъм и представлява тоталитарна диктатура в държава, структурирана по националистически образец.
Възникването на националсоциализма се основава на отхвърлянето на Ваймарската република – установената в Германия след 1918 г. демократична държава и на идеята за безкласовото общество. В основата му стоят преди всичко национализмът, расизмът, антисемитизмът и идеята за мир между класите, както и ревизионизмът срещу санкциите на Версайския договор, подписан след загубата на Първата световна война от Германия, наричани „Версайски позор“ или „Срамен диктат от Версай“. Националистическият мироглед предоставя идеологическа основа за Втората световна война, престъпните етнически убийства и лагери на смъртта.

## Националсоциалистическата идеология
Националсоциалистите имат знаме с червен цвят. Но въпреки това, между социализъм и националсоциализъм съществува голяма разлика. На български се използва и употребяваният в английския и руския термин нацизъм (nazism, нацизм). Понемчената версия (Nazismus) се употребява рядко в Германия за разлика от носещото негативни конотации наци (Nazi) за привърженик на националсоциализма.
Думата произлиза от по-дългото название НАЦИоналсоциализъм, с което назовават идеологията си членовете и привържениците на тази теория, като го мотивират политически. Наименованието „националсоциализъм“ (също „национален социализъм“) произлиза от програмната платформа на образуваната през 1919 г. Германска работническа партия, година по-късно преименувана на NSDAP.
След падането на Хитлер терминът националсоциализъм продължава да се употребява в тогавашната ФРГ за идеологията на водената от Националсоциалистическа германска работническа партия (NSDAP, учредена 1920 г.) политика, като по този начин националсоциализмът бива разграничаван от италианския фашизъм. В ГДР вместо това националсоциалистическият светоглед (който в основите си е по-скоро смесица от различни идеологически начала с корени от XIX в.) по-често се назовава (както и на руски) „фашизъм“ и „хитлерофашизъм“. В този случай преобладава обобщаващо тълкуване, при което националсоциализмът се обединява с други идеологии и режими, целящи отблъскване на предполагаема социалистическа революция.
Още по-генерализираща интерпретация е теорията за тоталитаризма, разпространена предимно в САЩ, но и в Западна Германия през 1950-те и 1960-те години, която подчертава сходствата между незачитащите човешката личност режими при националсоциализма и сталинизма. Съществува разлика между двете понятия. Терминът националсоциализъм се опитва да направи връзка между мотивирания национализъм и заимстваните от социализма единични антикапиталистически стремления. Този спорен подход, при който се прави сравнение между националсоциализма и сталинизма с намерението да се докажат техните сходства чрез разместване на различни идеологически и теоретически конструкции, и до днес води до оживени обществени дебати.
Социалистическите елементи в Програмата от 25 точки на NSDAP от 1920 г. са прилагани на практика. Сред тях са: одържавяване на клонове на индустрията, получаване на част от печалбата в големи предприятия, „освобождаване от робството на лихварите“ (антисемитски лозунг, който различава позитивно оценяванията „създаващ“ капитал от негативно оценявания „грабителски“ капитал, който в разбиранията на националсоциалистите се идентифицира с еврейството). Те трябвало преди всичко да послужат за приобщаване на немските граждани за целите на партията и били силно повлияни от идеята за „еднонародно общество“ (Volksgemeinschaft).
Били обаче яростно оспорвани съществени елементи на развитата от Карл Маркс и Фридрих Енгелс между 1840 и 1890 г. социалистическа теория, а именно премахване на частната собственост, капиталистическото класово разделение и принципът на интернационализма и равенството. Редом с еврейството Хитлер поставял като свой най-голям идеологически враг марксизма, чиито партии след налагането на националистическата политика през 1933 г. били забранени по същия начин, както и втората носеща колона на организираното работническо движение – профсъюзите.
От 1928 – 1930 г., след като Хитлер се наложил над войнствено настроеното социалнореволюционно ляво крило на NSDAP около Грегор и Ото Щрасер, той се обърнал към селския електорат и към буржоазията, която се надявал да спечели чрез временно ограничаване на заразителния антисемитизъм в националсоциалистическата пропаганда и подчертаване на външнополитически теми.
По-нататък той търсил съюз с едрата индустрия с цел постигане на легално заемане на властта, след като десните опити за преврат в началото на 1920-те (пучът на Кап и фон Лютвиц и Биреният пуч на Хитлер) се провалят. Ако не се вземат предвид някои изключения като Фриц Тюсен или Емил Кирдорф, които щедро предоставяли на партията дарения, преобладаващата част от едрите индустриалци останали скептични или неутрални спрямо националсоциализма чак до 1933 г. Това се показва и от сравнението между двата политически призива на капиталисти през есента на 1932 г. Апелът на близкия до Германската национална народна партия (DNVP) кръг, който действал в подкрепа на канцлера Франц фон Папен бил подписан от повече от 300 индустриалци, докато „заявлението на индустриалците“, което изисквало посочването на Хитлер за канцлер, не съдържало повече от 20 подписа.
През 1934 – година след завземането на властта, „лявото“ (антикапиталистически настроено) крило на NSDAP е окончателно разгромено, като Хитлер осигурява централната си позиция във властта чрез задържания и убийства на своите хипотетични вътрешнопартийни конкуренти (сред които и неговият бивш покровител, поддръжник и близък приятел, водача на щурмовите подразделения (SA) Ернст Рьом). В нацистката пропаганда това действие се окачествява като потушаване на Бунта на Рьом.

## Характерни черти на националсоциализма
Спорно е, доколко е съществувала обособена националсоциалистическа идеология. В тази връзка е и изказването на Ханс Франк (военен престъпник, политик и управител на завладяната Полша) от Нюрнбергските процес, че е имало „толкова много националсоциализми, колкото и националсоциалисти“. В крайна сметка въпросът би трябвало да остане отворен, като се вземе предвид фактът, че националсоциалистическага идеология надживява своя фюрер, който е трябвало да послужи за абсолютен център за изграждането на цялостната политическа система.
Могат да се назоват обаче някои основни характерни черти:
- расизъм, особено антисемитизъм, който кулминира в холокоста, както и възвеличаване на „арийската и германската раса“; (срв. расова теория и ариософия), социален дарвинизъм (идеология на неравенството).
- Евгеника, съответно „расова хигиена“, като вяра във възможността за „положителна селекция" на една господстваща раса,
- Родство с фашизма, което се показва и в пропагандата,
- Идея за народ-общество (еднонародно общество, Volksgemeinschaft), определено чрез кръвното родство, в което не трябва да има класови противоречия; оттам също антимарксизъм, антикомунизъм и антиболшевизъм, също както и антикапитализъм (защото за националсоциализма капиталистическата икономика уврежда връзката с родината и морала на народа),
- тоталитаризъм – отклоняване от демокрацията; разбиване на политическите партии, профсъюзите и свободната преса,
- широкообхватни правомощия за тайните служби и шпионите; вж. също Гестапо и доносничество
- Фюрерство – концентрация на цялата власт и авторитет в едно водещо лице, както и разпростирането на този принцип на останалите йерархически нива,
- милитаризъм,
- политика на увеличаване на т.нар. „жизнено пространство“, защита на родната „кръв и земя“
- позоваване на „пруските добродетели“, съответно на философията на немския идеализъм.

Подобно на фашизма в Италия, който неговият инициатор Бенито Мусолини нарича като „сливане на едрия капитал и държавата“, нацистите са подпомагани финансово както от отделни немски, така и от чуждестранни предприемачи като бастион срещу болшевизма.
Антисемитизмът се захранва от различни, частично противоречиви течения. Така евреите били държани отговорни общо взето за неуредици като масовата безработица, урбанизацията (увеличаването на броя на градовете, обезлюдяването на провинцията и преместването на селското население в градовете). Те са представяни като подстрекатели на специфичната за националсоциализма теория на заговора между съветския болшевизъм и англо-американския финансов капитализъм (негов смъртен враг), които искали да обгърнат Германия в смъртна хватка. Общо евреите били заклеймявани, че „разлагат“ обществото и „принадлежат на нисша раса“.
Понятието за раса е основно в нацисткия светоглед. Постулирано е „Превъзходството на арийската раса“ над другите раси, при което „арийски“ е приравнено на индогермански. Арийската раса трябвало да бъде опазена от вредното въздействие, което нацистите виждали в ‚смешението‘ с другите раси. Запазването на т. нар. „чистота на кръвта“ оправдава приетата с Нюрнбергските закони забрана за брак на германци с „преобладаващо чуждорасови“ партньори. Стерилизацията на умствено изостанали, психично болни и извършители на тежки престъпления трябвало да попречи унаследяването на мнимо болния геном.
Успоредно се провеждало въоръжаване, първоначално тайно, впоследствие открито. Хитлер и другите висши функционери предвиждали започване на нападателни войни, след като Вермахтът (тогавашната армия) стане достатъчно силен. Една след друга страните трябвало да бъдат изолирани и победени. Крайната цел по мнението на историците било поробването на континенталната суша, на Съветския съюз до линията Архангелск – планината Урал – Кавказ, както и населването на тези области от германците. Господството над завладените територии трябвало да бъде засилено чрез унищожаването на нежелани групи от население.

## „Завземане на властта“ от НСГРП
В Германия на изборите за Райхстага (долната камара на тогавашния немския парламент) на 5 март 1933 г. Хитлер за малко не успява да получи абсолютно мнозинство с NSDAP поради което бил принуден да поддържа коалиция с Германската национална народна партия (DNVP). Като лидер на най-силната партия 5 мес. по-рано той бил посочен от президент на Ваймарската република Паул фон Хинденбург за имперски канцлер. Въпреки че националсоциалистите пропагандират този ден като ден на „Завземането на властта“ (Machtergreifung), процесът протича като обикновена смяна на правителствата. Пожарът в Райхстага (вж. Г. Димитров) в Берлин на 27 февруари 1933 г. променя ситуацията. Нацистите твърдят, че подпалваческият атентат е комунистически опит за преврат и обвиняват доста комунистически политици в съучастие. Президентът Хинденбург издава извънреден указ на основание чл. 48 от Ваймарската конституция за отменяне на гарантираните основни права, който те използват, за да настъпят срещу опозицията, главно Комунистическата партия на Германия.
Пълноценното завладяване на властта се удава на нацистите едва чрез Закона за пълномощията от 23 март 1933, за приемането на който те се нуждаели от мнозинство от две трети от присъстващите депутати, което постигнали чрез забраната на НКП и пакт с центъра и ГННП. С този закон практически била суспендирана Ваймарската конституция, тъй като Райхстагът се оттеглил като излишен, след като със закона дал съгласие да предаде властта си, при което отделянето на изпълнителната от законодателната власт било отменено.

## Идеология
Идейна основа на националсоциализма е оспорване на идеята за човешката чест, според която човекът е ценност като такъв, тоест без каквито и да е постижения. Основните ценности на националсоциализма не били нито нови, нито ограничени върху определена историческа епоха. Те са ценностите на обществото на постиженията, но по-радикални и всеобхватни. Организираността на работата, техниката и физическата култура, от една страна, и, от друга, принизяването на изкуството до оръдие на волята е също така израз на този възглед за човека, както и системата на трудовите лагери и унищожаването на т.нар. „малоценен живот“ (асоциални индивиди, напр. проститутки, цигани, лесбийки, алкохолици). Версайският договор и последиците на Световната икономическа криза от 1920-те години отварят широко вратите на идеологията на постиженията и на усещането за ограбване на личния труд (Leistungsideologie und dem Gefühl, um die eigene Leistung betrogen zu sein).
Основни елементи на нацистката идеология са записани от Адолф Хитлер в неговата книга „Моята борба“ (1928). Тя се счита за основа на всички други публикации на националсоциализма. Като друг особено важен идеолог се сочи Алфред Розенберг, който в своята радикално антихристиянска книга „Митът на ХХ век“ (1930) достига доста широко развитие на неговите мисли. Все пак книгата на Розенберг не била възприемана сериозно от много водещи нацистки политици, особено Йозеф Гьобелс.
Хайнрих Химлер доразвива по собствен начин националсоциалистическата идеология. Наличните и при Розенберг връзки с Индия били изградени в SS уредбите като крепостите на ордена (бази за обучение на младите кадри на партията), които Химлер разбирал като елит на системата. Езотерични учения с източно влияние, които частично били заети от SS, надживяват края на войната и живеят – по-често като неполитически, подобни на религии учения – до днес. Химлер предприема и европеизиране на идеологията. Един от известните ѝ продукти са групите от доброволци на „европейските SS“ от много страни; дори имало концепции за европейско икономическо пространство.
Често националсоциализмът придобивал религиозни черти. На дните на държавната партия националсоциализма бил празнуван точно така, както е изтъкнато и подчертано във филма „Триумф на волята“ на режисьорката Лени Рифенщал. Отношението на националсоциализма към християнската религия било също така противоречиво. От една страна имало опити чрез така нареченото „Немско християнство" Евангелистката църква да бъде впрегната за целите на националсоциализма. От друга страна се забелязвали антихристиянските елементи при Розенберг и пълният отказ от християнството, който правел Химлер, позовавайки се на Буда и предбудиските индийски писания. Държанието на религиите и техните представители по време на нацисткия режим следва да се разгледа отделно.
Тук спада „митът за кръвта и земята“ („Blut-und-Boden-Mythos“, разгръщане на расата/кръвта като легитимация на нацията и осигуряване на съществуването на собствения народ чрез унищожаване на другите и осигуряване на жизнено пространство/земя), възвеличаването на съсловието на селяните („изхранващото съсловие“) и определен вид носталгия. Много нацисти се отказват да възприемат урбанизацията (в тесен смисъл) и растящата индустриализация и копнеели за земя, която както винаги била обработвана от селяни. Химлер също имал такива идеи, когато предложил да се населят завладените територии на Съветския съюз със селяни, които да бъдат едновременно войници („селяни бранители“).